# Krunoslav Hulak
Krunoslav Hulak (ur. 25 maja 1951 w Osijeku, zm. 23 października 2015 w Zagrzebiu) – chorwacki szachista i trener szachowy, arcymistrz od 1976 roku.

## Kariera szachowa
W 1976 r. zdobył mistrzostwo Jugosławii, natomiast w 2005 r. – Chorwacji. Dwukrotnie startował w turniejach międzystrefowych (eliminacjach mistrzostw świata): Toluca 1982 (XI miejsce) oraz Zagrzeb 1987 (XII miejsce). 
Wielokrotnie reprezentował Jugosławię i Chorwację w turniejach drużynowych, m.in.:
- sześciokrotnie na olimpiadach szachowych (w latach 1982, 1986, 1990, 1992, 1994, 1996)[4],
- sześciokrotnie na drużynowych mistrzostwach Europy (w latach 1977, 1980, 1983, 1989, 1992, 1997); pięciokrotny medalista: wspólnie z drużyną – dwukrotnie srebrny (1983, 1989) i brązowy (1977) oraz indywidualnie – dwukrotnie złoty (1989 – za wynik rankingowy, 1989 – na II szachownicy)[5],
- na drużynowych mistrzostwach świata studentów (w roku 1972)[6],
- siedmiokrotnie na drużynowych mistrzostwach Bałkanów (w latach 1975, 1976, 1977, 1979, 1981, 1984, 1988); wielokrotny medalista, w tym wspólnie z drużyną: pięciokrotnie złoty (1975, 1976, 1979, 1981, 1984} i dwukrotnie srebrny (1977, 1988)[7].

Sukcesy w turniejach międzynarodowych:
- 1974 Warna – dz. I-III m.
- 1976 Lublin – dz. II-III m.
- 1977 Amsterdam – I m.
- 1980 Sombor – dz. I-II m.
- 1983 Banja Luka – dz. I m. (wspólnie z Andrasem Adorjanem i Jonathanem Speelmanem)
- 1985 Zagrzeb – II m.
- 1986 Wijk aan Zee (turniej B) – I m.
- 1987 Banja Luka – dz. I m. (wspólnie z Rolandem Ekströmem)

W 2013 r. zdobył brązowy medal mistrzostw świata seniorów (szachistów powyżej 60. roku życia).
Najwyższy ranking w karierze osiągnął 1 lipca 2002 r., z wynikiem 2570 punktów zajmował wówczas 3. miejsce (za Zdenko Kožulem i Ognjenem Cvitanem) wśród chorwackich szachistów.